# If Ye Love Me
If Ye Love Me é um hino sacro polifônico inspirado no trecho bíblico de São João 14:15-17, composta por Thomas Tallis, compositor católico inglês que viveu na época da Reforma Anglicana. A música foi feita sob encomenda do rei protestante Eduardo VI por volta de 1540. 
Naquele tempo, era uma grande novidade compor hinos polifônicos, tendo em vista o recente advento do renascimento. Porém maior novidade ainda, era produzi-los em inglês, pois sempre eram feitos em latim.
A obra é comparada a um motete latino. No começo da canção, as vozes são muito calmas e solenes, mas como a canção progride, as vozes ficam muito mais expressivas e fortes. Nota-se também, bastante repetição.

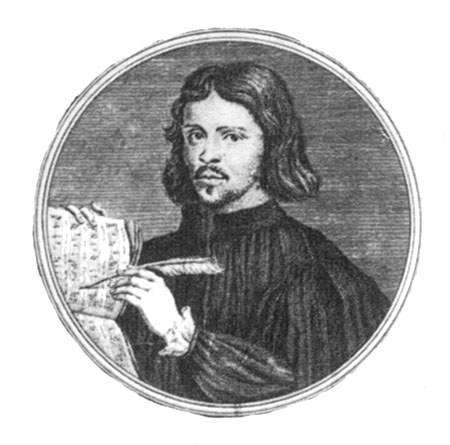
Thomas Tallis

Em 17 de dezembro de 2010, durante uma cerimônia ecumênica na Abadia de Westminster, na presença do Papa Bento XVI que estava em viagem apostólica, If Ye Love Me foi cantada pelo Westminster Abbey Choir.